# Ombudsmann der Privaten Kranken- und Pflegeversicherung
Der Ombudsmann der Privaten Kranken- und Pflegeversicherung, oftmals vereinfacht PKV-Ombudsmann abgekürzt, ist in Deutschland als Ombudsmann eine unabhängige Schlichtungsstelle für Meinungsverschiedenheiten zwischen Versicherungsnehmern der Privaten Krankenversicherung  mit ihren Versicherungsunternehmen.

## Hintergrund
Aufgabe des Ombudsmanns als Schlichter ist die Vermittlung bei Streitigkeiten zwischen Assekuranzen und deren Kunden, dies beinhaltet neben Streitigkeiten mit den Krankenversicherungsunternehmen auch Auseinandersetzungen mit Versicherungsvermittlern und Versicherungsberatern. Dabei agiert er unabhängig von Weisungen Dritter, Rat und Einsatz sind für Versicherungskunden kostenlos.
Der Ombudsmann hat seinen Sitz in der Berliner PKV-Geschäftsstelle. Er ist Mitglied im Europäischen Netzwerk der Schlichtungsstellen für Finanzdienstleistungen (FIN-NET).
Der Großteil der beim PKV-Ombudsmann landenden Beschwerden entstammte 2023 dem Streit um Beitragsanpassungen, zudem werde die Erstattung von Kosten, wenn Versicherungsunternehmen vom Arzt abgerechnete Leistungen als „medizinisch nicht notwendig“ einstufen, oftmals, aber in rückläufigem Umfang diskutiert. Auch mit der COVID-19-Pandemie in Deutschland zusammenhängende Fragestellungen, vor allem im Zusammenhang mit der Nicht-Erstattung der Kosten für vorsorgliche PCR-Tests vor einer stationären Behandlung in Kliniken, bedurften der Klärung durch den Ombudsmann.

## Geschichte

### Gründung und Entwicklung
Im Februar 2000 initiierte der Gesamtverband der Deutschen Versicherungswirtschaft die Schaffung des Versicherungsombudsmanns als Schiedsstelle für Versicherungsverträge und präzisierte auf der GDV-Jahrestagung im November das Vorhaben, bei dem die PKV jedoch nicht inbegriffen war. Im August 2001 wurde das Konzept im PKV-Bereich vorgestellt, ab dem 1. Oktober 2001 nahm die Schlichtungsstelle ihre Arbeit auf.

### Bisherige PKV-Ombudsmänner
- Arno Surminski (2001–2006)
- Helmut Müller (2007–2010)
- Klaus Theo Schröder (2011–2012)
- Helmut Müller (2012–2013, kommissarisch)
- Heinz Lanfermann (2014–2024)
- Rainer Schlegel (seit 2024)